# Microlynchia furtiva
Microlynchia furtiva är en tvåvingeart som beskrevs av Joseph Charles Bequaert 1955. Microlynchia furtiva ingår i släktet Microlynchia och familjen lusflugor. Inga underarter finns listade i Catalogue of Life.